# Jan van Essen (kunstschilder)
Jan van Essen (bentnaam Santruyter) (Antwerpen, ca. 1640-1645 - Napels, 1684) was een Vlaamse barokschilder  bekend om zijn zeegezichten. Na zijn opleiding in Antwerpen werkte hij in Italië, vooral in Rome en Napels.

## Leven
Van Essen werd opgeleid door de Antwerpse kunstschilder Sebastiaen de Bruyn. Hij verbleef tussen 1665 en 1669 enige tijd in Turkije in het gezelschap van de Vlaamse schilder Pieter Hofman.  Hij zou identiek kunnen zijn met Giovanni Vanes, een Vlaamse schilder die in september 1669 in Rome werd genoemd.
In Rome sloot hij zich aan bij de vereniging van voornamelijk Vlaamse en Nederlandse schilders die de 'Bentvueghels' (afgekort de 'bent') werd genoemd. De Bentvueghels lieten nieuwe leden toe in een ceremonie waarbij ze een bijnaam kregen, de zogenaamde 'bentnaam'. Zijn bentnaam was 'Santruyter' of 'Zandruiter'.
Hij overleed in Napels in 1684.

## Werk

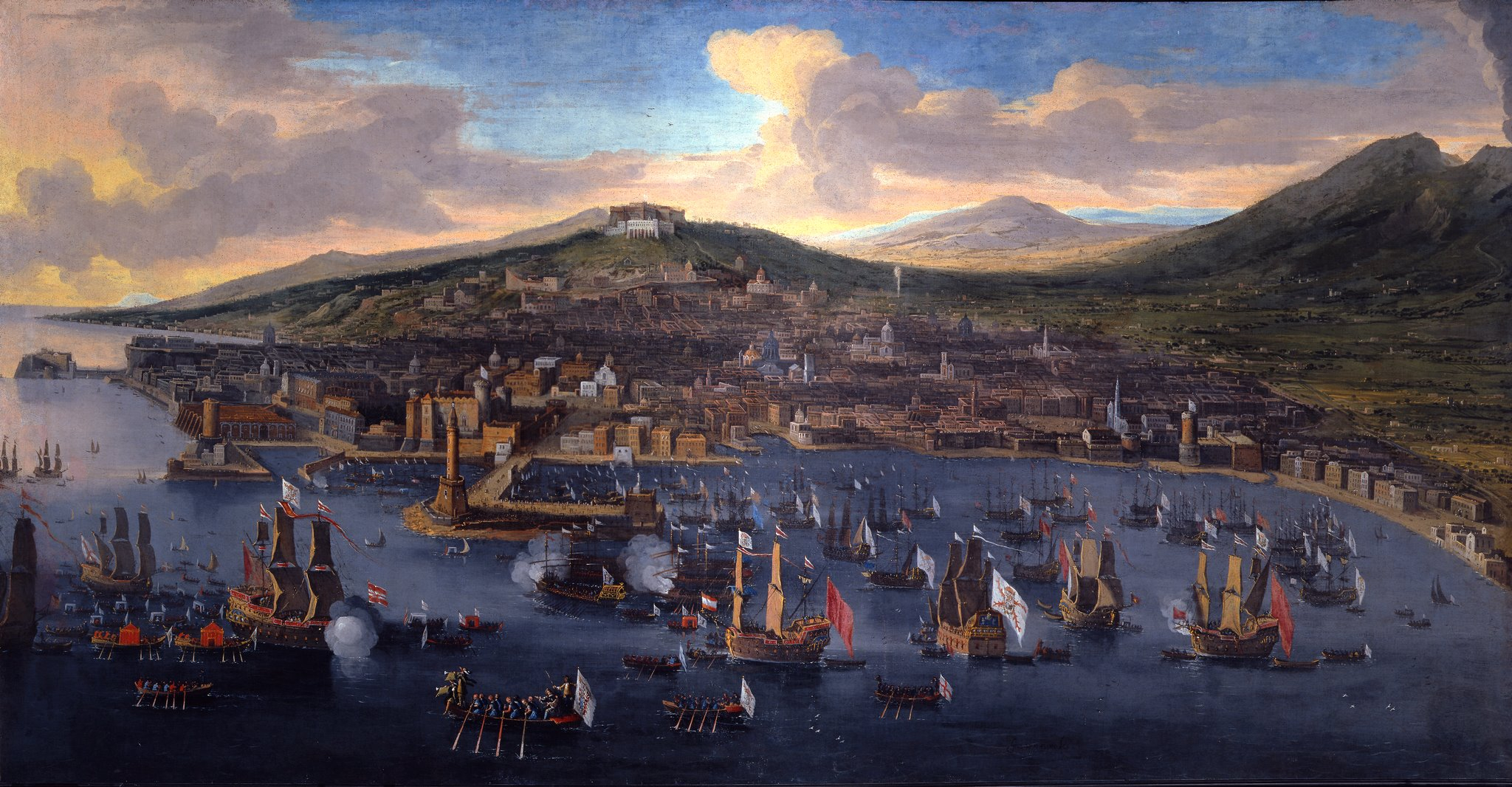
Vlootparade in de baai van Napels

Jan van Essen staat bekend om zijn topografische overzichten en landschapsschilderijen. Drie van zijn bekende werken beelden vedute (gezichten) van de haven van Napels af. Twee van deze werken zijn in de collecties van het Museo Nazionale di San Martino in Napels en het Brukenthal National Museum in Sibiu (Roemenië).  Het derde is in een privécollectie in Spanje en toont de haven van Napels met de schouwing van de vloot onder leiding van de Nederlandse admiraal Michiel de Ruyter. Het werk in de collectie van het Museo Nazionale di San Martino in Napels is getekend "Gio. van Essen fe." en draagt de titel Vlootparade in de baai van Napels.  Het is geschilderd rond 1650 en was het eerste schilderij dat de haven van Napels weergeeft vanaf de zee.  Het gezichtspunt is verhoogd en gericht op de San Vincenzo-pier. Van Essen heeft de Vesuvius foutief aan de westkant geplaatst. Het schilderij in het Brukenthal National Museum is meer rudimentair uitgevoerd met een gezichtspunt pal tegenover de San Vincenzo-pier. Het beeldt de Vesuvius in de juiste positie af.
Hij schilderde ook vedute van Messina en Rome.